# Bartolomeo Giuseppe Amico di Castell'Alfero
Bartolomeo Giuseppe Amico, conte di Castell'Alfero (Torino, 1713 ca. – 9 novembre 1782), è stato un architetto italiano.

## Biografia
Figlio di Alessandro Ignazio Francesco, nel 1741 fu nominato quarto Conte di Castell'Alfero dal Re di Sardegna. Si sposò due volte: la prima volta con Clara Maria Francesca Fornaca di Sessant che morirà di parto con il nascituro nel 1756 e poi, in seconde nozze nel 1757, con Felicita Saluzzo di Paesana.
Allievo dell’Accademia Reale di Torino all’età di 12 anni, fu attivo come architetto paesaggista in Torino, Asti, Castell'Alfero e Margarita (Cuneo), spostando nuovamente da Torino nell’astigiano i maggiori investimenti familiari. Tra i suoi incarichi professionali si possono ricordare le opere di trasformazione del giardino di Palazzo Reale a Torino e dei giardini del castello Solaro a Margarita.
Nel 1728 ricevette in dono dal padre Alessandro Ignazio il feudo di Castell'Alfero (ne sarà investito solo nel 1741 da Carlo Emanuele III di Savoia); nel 1749 fu rettore della Compagnia della Fede Cristiana di Torino (oggi Compagnia di San Paolo).
Nel 1751 fu sindaco di prima classe di Torino, insieme all'avvocato Giuseppe Marchetti, quest’ultimo sostituito dall'ingegnere Gian Giacomo Planteri nel mese di settembre. Nel 1762 fu tra gli amministratori dell’antico Ospedale del SS. Sudario per malati mentali (popolarmente chiamato “dei Pazzerelli”).
Nel 1758 nacque il figlio Paolo Gioachino Carlo Luigi, che sarà l'ultimo conte di Castell'Alfero.
Nel 1762 il sindaco di Villafranca d'Asti lo nominò Regolatore della Congregazione degli Oblati di S. Elena, detta anche Opera di S. Elena.
Durante l'assedio di Torino del 1706 lo zio Giuseppe Amico di Castell'Alfero fu il luogotenente di Giuseppe Maria Solaro della Margarita, comandante delle artiglierie.